# Referendum in Macedonia del 2018
Il referendum in Macedonia del 2018 si è svolto il 30 settembre e aveva ad oggetto il cambiamento del nome del paese da Repubblica di Macedonia a Repubblica della Macedonia del Nord, in conseguenza dell'accordo concluso con la Grecia dopo 27 anni di dispute diplomatiche sul nome ufficiale dello Stato. La disputa sul nome ha infatti impedito al paese di entrare a far parte dell'Unione europea e della NATO per il veto della Grecia.
Il referendum è fallito, poiché l'affluenza degli elettori non ha superato il quorum minimo del 50% degli aventi diritto, per quanto in ogni caso l'esito non era vincolante, dovendo essere approvato in seguito dai membri del parlamento con una maggioranza di almeno i due terzi.

## Contesto
Questo referendum è legato al conflitto durato oltre 27 anni tra la Macedonia e la Grecia riguardo al nome della Repubblica di Macedonia e all'accordo voluto dai primi ministri Alexīs Tsipras e Zoran Zaev e firmato il 17 giugno 2018 tra i ministri degli affari esteri greco, Níkos Kotziás, e macedone, Nikola Dimitrov, che include tra gli altri l'adozione d'un nuovo nome per il paese, «Macedonia del Nord». La firma dell'accordo ha avuto luogo presso il villaggio di Psarades, sulla sponda greca del lago Prespa, che segna la frontiera comune tra i due paesi, oltre che con l'Albania.
Il nome è in accordo con quelli delle regioni greche esistenti chiamate Macedonia Occidentale, Macedonia Centrale e Macedonia Orientale. La nuova Macedonia del Nord rinuncerà a utilizzare il Sole di Vergina, simbolo reale della dinastia macedone, e cancellerà dalla sua costituzione e dal suo sistema d'istruzione ogni forma di richiamo irredentista eliminando anche i riferimenti espliciti a una discendenza della popolazione e dello Stato dal regno di Macedonia dell'antichità. Un comitato vigilerà anche sul cambiamento dei contenuti storici riguardanti questi temi in testi e carte dei manuali scolastici. In cambio la Grecia riconoscerà il nuovo nome del paese, accetterà il riconoscimento della lingua macedone a livello internazionale e cesserà di porre il veto all'ingresso della Macedonia nell'Unione europea e nella NATO.
L'Assemblea della Repubblica di Macedonia ha ratificato l'accordo il 20 giugno 2018 con 69 voti a favore e 51 astensioni; infatti il partito d'opposizione Organizzazione Rivoluzionaria Interna Macedone - Partito Democratico per l'Unità Nazionale Macedone (VMRO-DPMNE) ha boicottato la seduta, in contrasto con il governo guidato dall'Unione Socialdemocratica di Macedonia (SDSM). Il presidente della Repubblica Gjorge Ivanov, vicino al VMRO-DPMNE, si è rifiutato di sottoscrivere l'accordo, considerandolo inconstituzionale. Il parlamento ha deciso di non portare il contenzioso davanti alla Corte costituzionale e ha proceduto invece a votare per una seconda volta, il 5 luglio, l'approvazione dell'accordo, che è stato firmato dal presidente dell'Assemblea Talat Xhaferi. Il VMRO-DPMNE ha tentato di rallentare per tutto il mese di luglio la continuazione del processo parlamentare sul progetto di legge per indire il referendum non nominando i rappresentanti della commissione elettorale che spettano di diritto all'opposizione, ma l'Assemblea ha infine approvato tale legge il 30 luglio con 68 voti a favore. Il quesito formulato non menziona nello specifico il termine "Macedonia del Nord", ma soltanto i negoziati d'adesione all'UE e alla NATO. I cambiamenti previsti dall'accordo implicano di modificare alcuni passaggi della Costituzione; tali emendamenti necessiteranno di una maggioranza dei due terzi dell'Assemblea, in accordo con l'articolo 131 della costituzione.

## Condizioni
Conformemente all'articolo 73 della costituzione, il progetto di legge non sarebbe stato considerato come approvato in maniera valida se il "sì" non fosse prevalso con la maggioranza assoluta (50%+1 dei voti) e il quorum di partecipazione al voto del 50% degli iscritti non raggiunto.

## Oggetto
Il testo del quesito sottoposto ai votanti è stato:

## Campagna

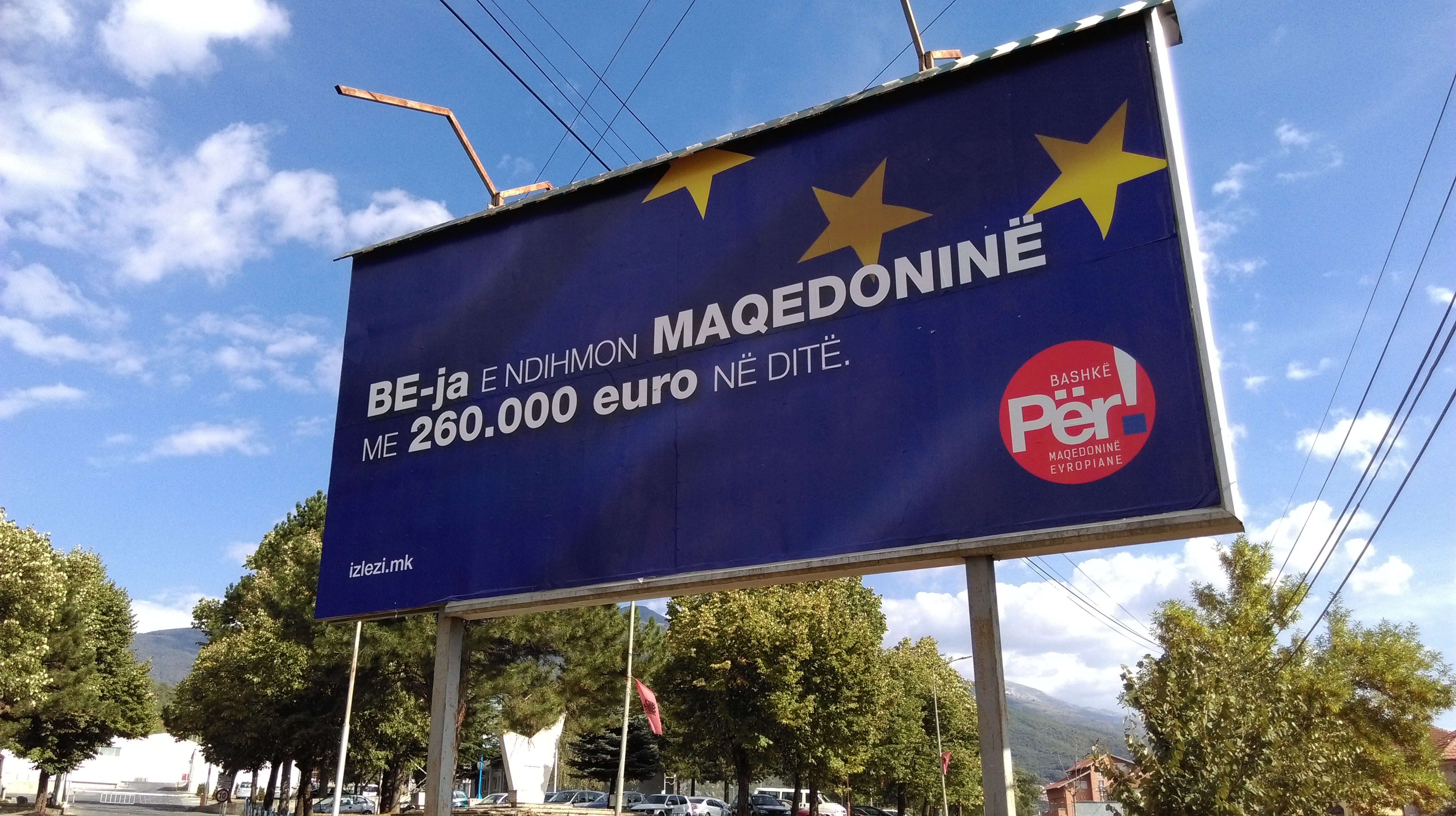
Campagna a favore del referendum

Da luglio 2018 il governo macedone ha avviato la sua campagna sui social network a favore del "sì".
Sono ampiamente a favore dell'accordo il partito del primo ministro Unione Socialdemocratica di Macedonia e gli altri partner della coalizione di governo guidata da Zoran Zaev, così come i partiti della minoranza albanese. Sostengono il "sì" anche alcuni esponenti del partito d'opposizione Organizzazione Rivoluzionaria Interna Macedone - Partito Democratico per l'Unità Nazionale Macedone, tra cui gli ex-primi ministri Ljubčo Georgievski e Branko Crvenkovski. Per sostenere l'accordo, nei mesi precedenti alla consultazione elettorale hanno visitato la Macedonia anche molte autorità di paesi stranieri e organizzazioni internazionali, tra cui Theresa May, Angela Merkel, Sebastian Kurz, James Mattis, Jens Stoltenberg, Federica Mogherini ed Elisabetta Trenta.

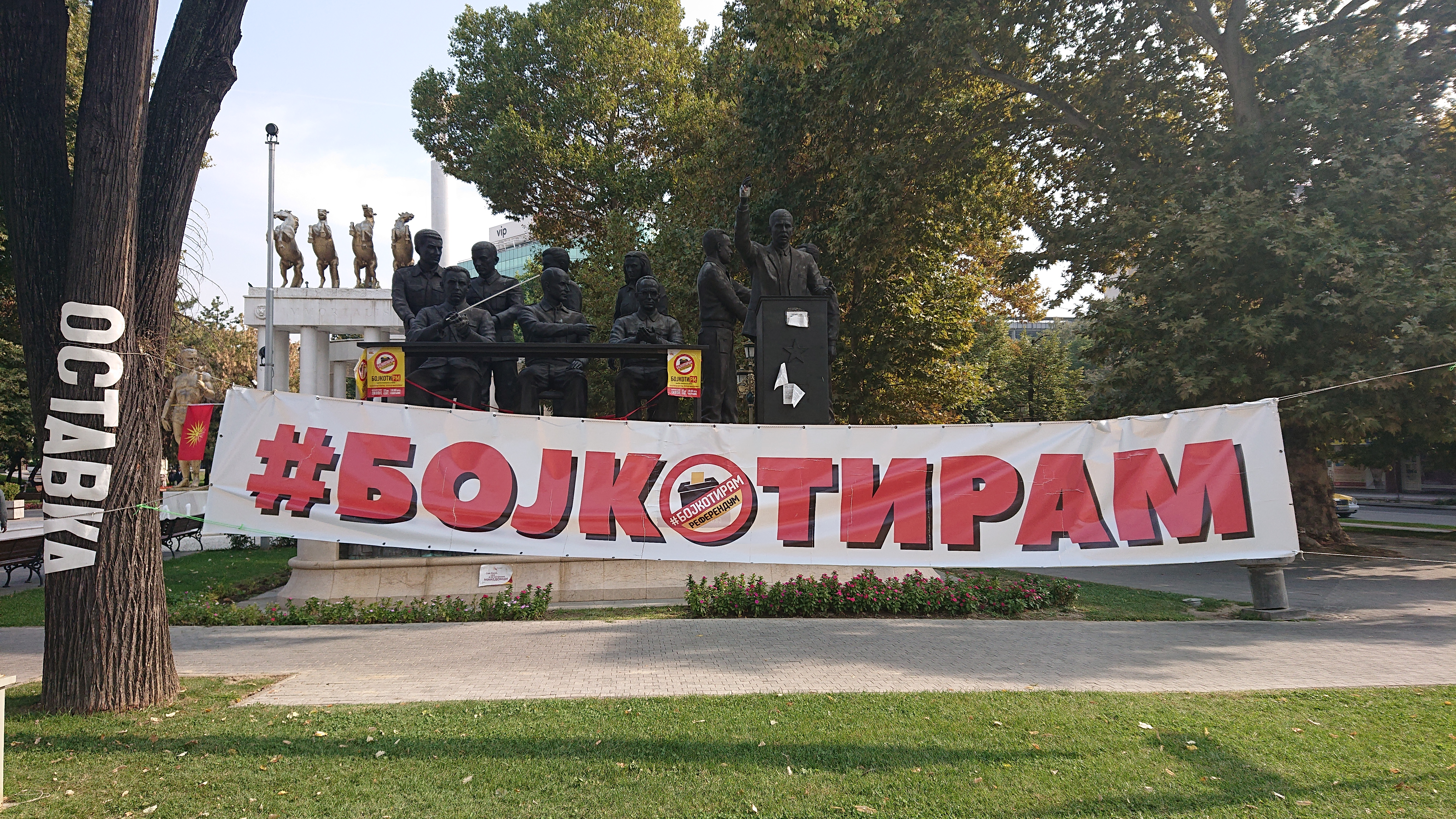
Striscione per il boicottaggio del voto

Nettamente schierato per il boicottaggio del referendum è invece il presidente della Repubblica Gjorge Ivanov, che ha più volte dichiarato che non intende partecipare al voto, considerando di aver già espresso la propria opinione al riguardo al momento dell'indipendenza l'8 settembre 1991. Inizialmente si era posto in contrasto con l'accordo anche il principale partito d'opposizione, il nazionalista VMRO-DPMNE; successivamente però il suo leader Hristijan Mickoski ha preso una posizione più sfumata, lasciando ufficialmente ai propri elettori libertà di scelta.

## Affluenza
Nell'unica giornata di voto, si sono recati alle urne 666.344 cittadini, pari al 36,89% degli elettori registrati.
Le più alte percentuali di affluenza alle urne sono state registrate nei comuni di Saraj (67,62%) Lipkovo (54,08%), unici due fra gli 84 comuni macedoni in cui si è superato il quorum; viceversa nel comune di Novo Selo si è registrata la più bassa affluenza (16,22%).
| ore 9 | ore 11 | ore 13 | ore 15 | ore 17 | ore 18.30 |
| ----- | ------ | ------ | ------ | ------ | --------- |
| 2,56% | 8,10%  | 15,64% | 22,65% | 28,95% | 34,76%    |

## Risultati
| Scelta                          | Voti      | %      | Quorum  |
| ------------------------------- | --------- | ------ | ------- |
| Sì                              | 609.427   | 94,18  |         |
| No                              | 37.687    | 5,82   |         |
|                                 |           |        |         |
| Voti validi                     | 647.114   | 97,11  |         |
| Schede bianche e nulle          | 19.230    | 2,89   |         |
| Totale votanti                  | 666.344   | 100,00 |         |
| Elettori registrati / affluenza | 1.806.336 | 36,89  | FALLITO |

## Reazioni
Dopo la consultazione, con la netta prevalenza di voti favorevoli ma con un alto indice di astensione che ha fatto mancare il quorum dei votanti, le posizioni dei leader politici macedoni si sono nuovamente contrapposte. Da una parte il primo ministro Zoran Zaev e i partiti della sua maggioranza parlamentare hanno sostenuto la necessità di continuare con l'iter parlamentare per l'implementazione delle riforme costituzionali previste dall'accordo; in caso di una loro mancata approvazione, dal momento che la coalizione di governo non ha il controllo dei 2/3 dei seggi del parlamento macedone, maggioranza qualificata necessaria per gli emendamenti costituzionali, Zaev ha dichiarato che avrebbe portato il paese ad elezioni anticipate. Anche le autorità internazionali, già favorevoli alla soluzione della controversia con la Grecia, hanno appoggiato il governo nella sua linea di continuare il percorso parlamentare d'implementazione dell'accordo di Prespa.
Al contrario il leader del partito VMRO-DPMNE Hristijan Mickoski ha sostenuto che i cittadini si fossero espressi boicottando il referendum e ha chiesto le dimissioni di Zaev e del suo governo.
La discussione parlamentare per l'avvio delle riforme costituzionali è cominciata lunedì 15 ottobre 2018 e ha visto il primo voto favorevole all'attivazione del processo il successivo venerdì 19 ottobre; il voto positivo dei 2/3 dei membri dell'assemblea (80 su 120) è stato ottenuto grazie al sì di 8 parlamentari dell'opposizione, che sono stati espulsi dal partito VMRO-DPMNE, ma hanno ricevuto il plauso del primo ministro Zaev e di alcuni politici stranieri, come Alexīs Tsipras, Donald Tusk e Jens Stoltenberg. Il percorso di presentazione e approvazione degli emendamenti costituzionali è stato completato l'11 gennaio 2019, con l'approvazione da parte di 81 dei 120 membri della Sobranie delle quattro leggi di modifica costituzionale che permetteranno il cambio del nome, una volta che anche la Grecia abbia ratificato l'accordo. Oltre al cambio del nome, gli emendamenti prevedono l'inclusione nel preambolo della Costituzione degli accordi di Ohrid, la dichiarazione del rispetto dell'integrità territoriale dei paesi confinanti e una nuova formulazione dell'articolo sulla tutela dei macedoni all'estero e della cultura macedone, che specifica che lo stato macedone non intende interferire con la sovranità e la politica interna degli altri stati. Il risultato del voto macedone ha portato il plauso della comunità internazionale, mentre ha confermato la netta polarizzazione in atto nella politica macedone, nell'attesa dell'approvazione dell'accordo anche da parte della controparte greca.